# Détective bureau 2-3
Pour plus de détails, voir Fiche technique et Distribution.
Détective bureau 2-3 (探偵事務所23 くたばれ悪党ども, Tantei jimusho 23: Kutabare akutō-domo) est un film japonais réalisé par Seijun Suzuki et sorti en 1963.

## Synopsis
Deux clans yakuza rivaux de Tokyo, les Otsuki et les Sakura, sont sur les dents à cause d'une mystérieuse organisation qui vole des armes. Désireux de lever le voile sur celle-ci, Hideo Tajima, un ancien flic à la tête d'une petite agence de détective privé appelée « Détective bureau 2-3 », informe la police qu'un nouveau coup se prépare contre une réserve d'armes. Avec l'aide de la police, qui lui donne une nouvelle identité, Tajima infiltre l'organisation et s'apprête à déclencher une sanglante guerre des gangs.

## Fiche technique
- Titre : Détective bureau 2-3[1]
- Titre original : 探偵事務所23 くたばれ悪党ども (Tantei jimusho 23: Kutabare akutō-domo?)
- Réalisation : Seijun Suzuki
- Scénario : Gan Yamazaki (ja), d'après un roman de Haruhiko Ōyabu (ja)
- Photographie : Shigeyoshi Mine
- Musique : Harumi Ibe (ja)
- Décors : Takeharu Sakaguchi
- Montage : Akira Suzuki (ja)
- Société de production : Nikkatsu
- Pays de production :  Japon
- Langue originale : japonais
- Format : couleur — 2,35:1 — 35 mm — son mono
- Genres : film d'action ; yakuza eiga
- Durée : 88 minutes (métrage : huit bobines - 2 413 m[2])
- Dates de sortie :
  - Japon : 27 janvier 1963[2]

## Distribution
- Joe Shishido : Hideo Tajima / Tanaka
- Reiko Sasamori : Chiaki
- Naomi Hoshi (ja) : Sally
- Nobuo Kaneko : l'inspecteur Kumagai
- Tamio Kawachi (ja) : Manabe
- Kotoe Hatsui (ja) : Irie
- Yūko Kusunoki (ja) : Misa
- Asao Sano (ja) : le père de Hideo Tajima
- Kinzō Shin : Hatano